# Bob Regan
Bob Regan (Sacramento, 1948) is een Amerikaanse songwriter van countrymuziek.

## Levensloop
Bob Regan werd geboren in Sacramento en groeide op in South Lake Tahoe.
Hij schreef de songs Busy Man (Billy Ray Cyrus), Your Everything (Keith Urban), Soon (Tanya Tucker), Thinkin' About You (Trisha Yearwood), Running Out of Reasons to Run (Rick Trevino), Fight Like a Girl (Bomshel) en Something About a Woman (Jake Owen).
Regan was president en voorzitter van de Nashville Songwriters Association International. In 2006 hielp hij bij het aannemen van de Songwriters Capital Gains Tax Equity Act, een Amerikaanse wet die de belastingheffing voor songwriters verbeterde.
In 1012 stichtte Regan Operation Song, een programma dat songwriters samenbrengt met veteranen en actieve militairen om hen te helpen hun verhaal te vertellen via songs. Ingaande 2017 zijn er meer dan 400 songs geschreven in dit programma, met veteranen uit de Tweede Wereldoorlog, de Koreaanse oorlog, de Vietnamoorlog, de Irakoorlog en Afghanistan.

## Nominatie
Hij werd genomineerd voor een Grammy Award en een Dove Award.

## Door Bob Regan geschreven songs
- 1987:	Routine - The Kendalls
- 1989:	'Til Love Comes Again - Reba McEntire
- 1990:	We've Got It Made - Lee Greenwood
- 1993:	Soon - Tanya Tucker
- 1994:	You Just Watch Me - Tanya Tucker
- 1995:	Sometimes I Forget - Doug Stone
- 1995:	Yeah Buddy - Jeff Carson
- 1995:	Thinkin' About You - Trisha Yearwood
- 1996:	She Can't Save Him - Lisa Brokop
- 1996:	Someday - Steve Azar
- 1997:	More Than I Wanted to Know - Regina Regina
- 1997:	Running Out of Reasons to Run - Rick Trevino
- 1997:	The Swing - James Bonamy
- 1999:	Ain't Enough Roses - Lisa Brokop
- 1999:	Tore Up from the Floor Up - Wade Hayes
- 1999:	Busy Man - Billy Ray Cyrus
- 1999:	Everytime I Cry - Terri Clark
- 1999:	Steam - Ty Herndon
- 2000:	I Want to Know (Everything There Is to Know About You) - Mark Wills
- 2000:	Your Everything - Keith Urban
- 2008:	Something About a Woman - Jake Owen
- 2009:	I'll Be That - Jimmy Wayne
- 2009:	Fight Like a Girl - Bomshel

## AWARDS
Dove Award - Best Country Recorded Song
- 2012:	Pray About Everything (genomineerd)

Grammy Award - Best Country Song
- 2009:	Dig Two Graves (genomineerd)

ASCAP - Most Performed Song
- 2008:	Something About a Woman
- 2000:	Your Everything
- 1999:	Steam
- 1999:	Busy Man
- 1999:	Everytime I Cry
- 1997:	Running Out of Reasons to Run
- 1995:	Thinkin' About You
- 1993:	Soon
- 1990:	We've Got It Made
- 1989:	'Til Love Comes Again